# 브라이언 슈밋
브라이언 폴 슈밋(영어: Brian Paul Schmidt, AC, FRS, 1967년 2월 24일 ~ )은 오스트레일리아의 천체물리학자로 2011년 노벨 물리학상 수상자이다. 오스트레일리아 출신 유학생과 사귀게 되면서 27세에 오스트레일리아로 건너갔다. 이후 그 곳에서 살면서 오스트레일리아 국적을 취득하였다. 현재 오스트레일리아 국립대학교(ANU) 교수이며, 2016년부터 부총장(Vice-chancellor)직을 맡고 있다.

## 서훈
- 2013년 오스트레일리아 훈장 컴패니언(AC) 수훈